# Estany de Garrabea
L'estany de Garrabea és un estany gran, de prop d'11 ha de superfície i 33 m de fondària, situat a la capçalera de la vall d'Àrreu, a 2164 m d'altitud. La conca està orientada d'oest a est, amb el Tuc deth Rosari (2594 m) al nord i el Cap del Muntanyó d'Àrreu a l'oest coronant la conca.
La vegetació dominant de la conca són els gespets (prats de Festuca eskia), els neretars (matollars de Rhododendron ferrugineum) i pinedes de pi negre (Pinus uncinata) amb neret. També hi ha prats d'ussona (F. gautieri) tot i que hi són poc abundants. La vegetació aquàtica macrofítica és força rica, encara que no tant com en els estanys propers del Rosari i Muntanyó d'Arreu. En aquest estany s'hi pot trobar l'espargani (Sparganium angustifolium), el ranuncle aquàtic (Ranunculus aquatilis), la subulària (Subularia aquatica) i les dues espècies d'isoets, Isoetes lacustris i Isoetes echinospora.
La fauna vertebrada està dominada per la truita comuna (Salmo trutta) que hi va ser introduïda, i a les basses del voltant de l'estany, hi ha també la granota roja (Rana temporaria).
Està plenament situat en el bosc, fent molt valuós, ja que són molt pocs els estanys situats així. Té un valor similar als estanys de Trescuro del Parc Nacional d'Aigüestortes i Estany de Sant Maurici, qualificats com a reserva integral. En aquests moments forma part del Parc Natural de l'Alt Pirineu, que en garanteix la seva protecció. L'estat ecològic és Bo, segons la classificació de la Directiva Marc de l'Aigua. Fins al dia d'avui, no ha patit cap explotació hidroelèctrica. La seva mida grossa i a la proximitat a les pistes d'esquí fa que sigui un estany de risc per extreure'n aigua. Com que hi ha molt pocs estanys grans, que no han sofert aquest tipus d'alteracions, és molt important evitar-ne l'aprofitament i que segueixi en el seu estat natural. Aquests estanys tenen denominacions equivocades en alguns mapes, cal anar amb compte de no confondre’ls.